# Josef Sedelmayer
Josef Sedelmayer (* 14. November 1933 in St. Pölten; † 29. Oktober 2016) war ein österreichischer Tischtennis-Nationalspieler. Er gehörte in den 1950er und 1960er Jahren zu den besten Spielern Österreichs.

## Werdegang
Josef Sedelmayer spielte bei den Vereinen ESV St. Pölten (ab 1946), in den 1950er und 1960er Jahren bei BBSV (Bundesbahn-Sportverein) Wien in der Staatsliga und später bei Polizei SV Wien und SV Schwechat, dem er als Spielertrainer zu mehreren Aufstiegen verhalf.
Sedelmayer wurde 1955 und 1957 österreichischer Meister im Einzel. Dazu kommen mehrere vordere Platzierungen:
- 1957: Sieg im Doppel mit Ernst Wagner, Sieg im Mixed mit Trude Hübl
- 1959: Platz 2 im Doppel mit Viktor Hirsch
- 1960: Platz 2 im Einzel
- 1965: Platz 2 im Einzel, Sieg im Doppel mit Günter Heine

1964 siegte er im ÖTTV-Ranglistenturnier. Zwischen 1957 und 1965 nahm er viermal an Weltmeisterschaften und zweimal an Europameisterschaften (1958, 1962) teil. Dabei kam er niemals in die Nähe von Medaillenrängen.
Nach dem Ende seiner Zeit als Spitzenspieler wurde er 1971 Vereinsleiter des SV Schwechat und Couch des SVS Niederösterreich. Unter seiner Regie marschierte die Herrenmannschaft des SV Schwechat nach mehrmaligen Aufstiegen von der 2. Kreisklasse in die österreichische Bundesliga. Zudem trainierte er Werner Schlager, dessen Erfolge nach Expertenmeinung die Handschrift von Josef Sedelmayer tragen. Ab 1972 errang Sedelmayer mehrere Staatsmeistertitel bei den Senioren. 
2006 wurde Sedelmayer für seine Verdienste mit dem Goldenen Ehrenzeichen des Österreichischen Tischtennisverbandes ÖTTV geehrt.

## Turnierergebnisse
| Verband | Veranstaltung       | Jahr | Ort       | Land | Einzel     | Doppel     | Mixed        | Team |
| ------- | ------------------- | ---- | --------- | ---- | ---------- | ---------- | ------------ | ---- |
| AUT     | Europameisterschaft | 1958 | Budapest  | HUN  | letzte 16  |            |              |      |
| AUT     | Weltmeisterschaft   | 1965 | Ljubljana | YUG  | letzte 64  | Qual       | letzte 64    | 21   |
| AUT     | Weltmeisterschaft   | 1963 | Prag      | TCH  | letzte 256 | letzte 128 | letzte 128   | 17   |
| AUT     | Weltmeisterschaft   | 1959 | Dortmund  | FRG  | letzte 64  | letzte 128 | keine Teiln. |      |
| AUT     | Weltmeisterschaft   | 1957 | Stockholm | SWE  | letzte 32  | letzte 64  | Scratched    | 11   |